# Atwater (Metro Montreal)

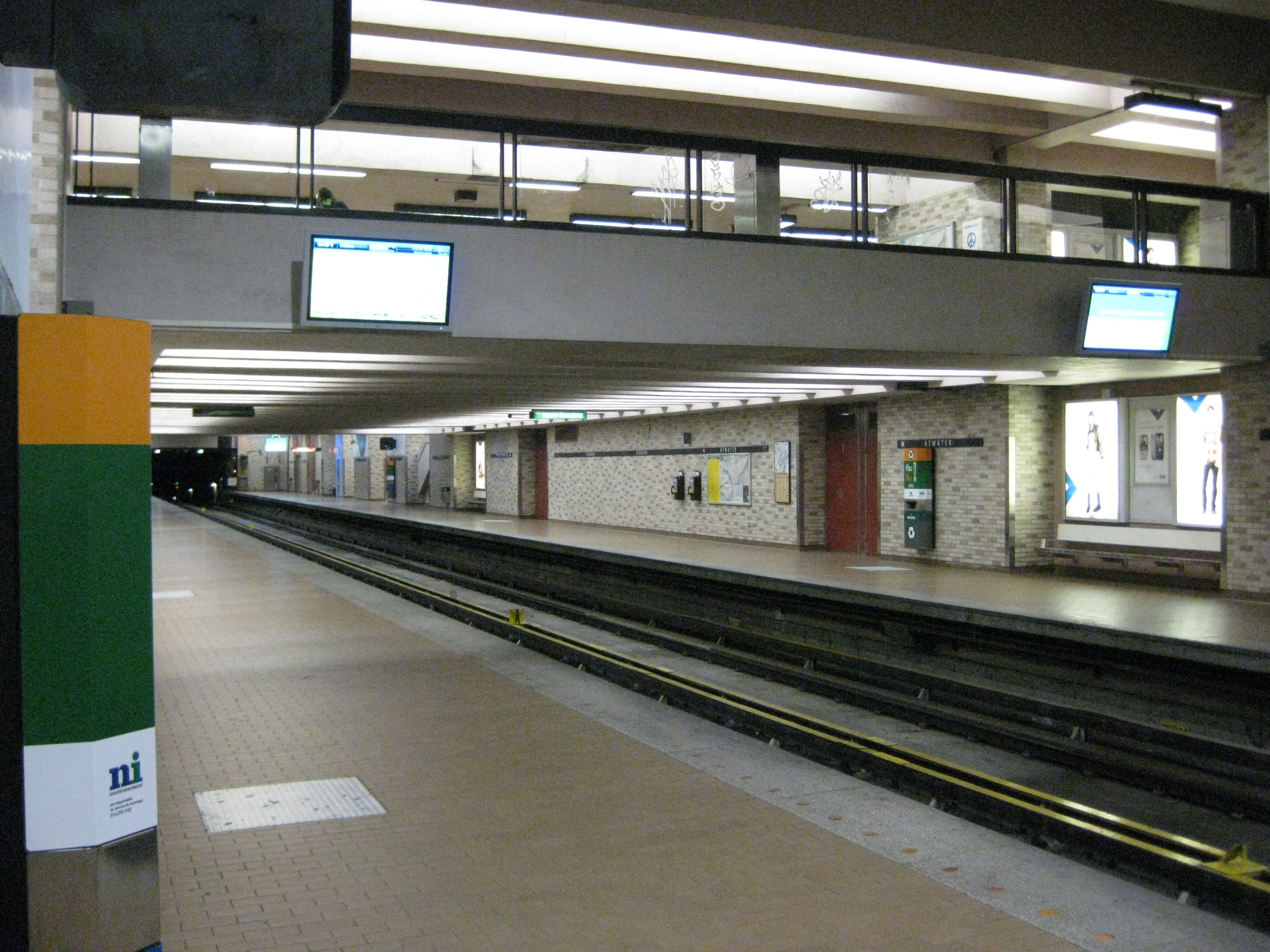
Blick auf die Bahnsteige

Atwater ist eine U-Bahn-Station in Montreal. Sie befindet sich im Arrondissement Ville-Marie und teilweise in der benachbarten Gemeinde Westmount, an der Kreuzung von Boulevard De Maisonneuve und Avenue Atwater. Hier verkehren Züge der grünen Linie 1. Im Jahr 2019 nutzten 8.140.963 Fahrgäste die Station, was dem 9. Rang unter den insgesamt 68 Stationen der Metro Montreal entspricht.

## Bauwerk

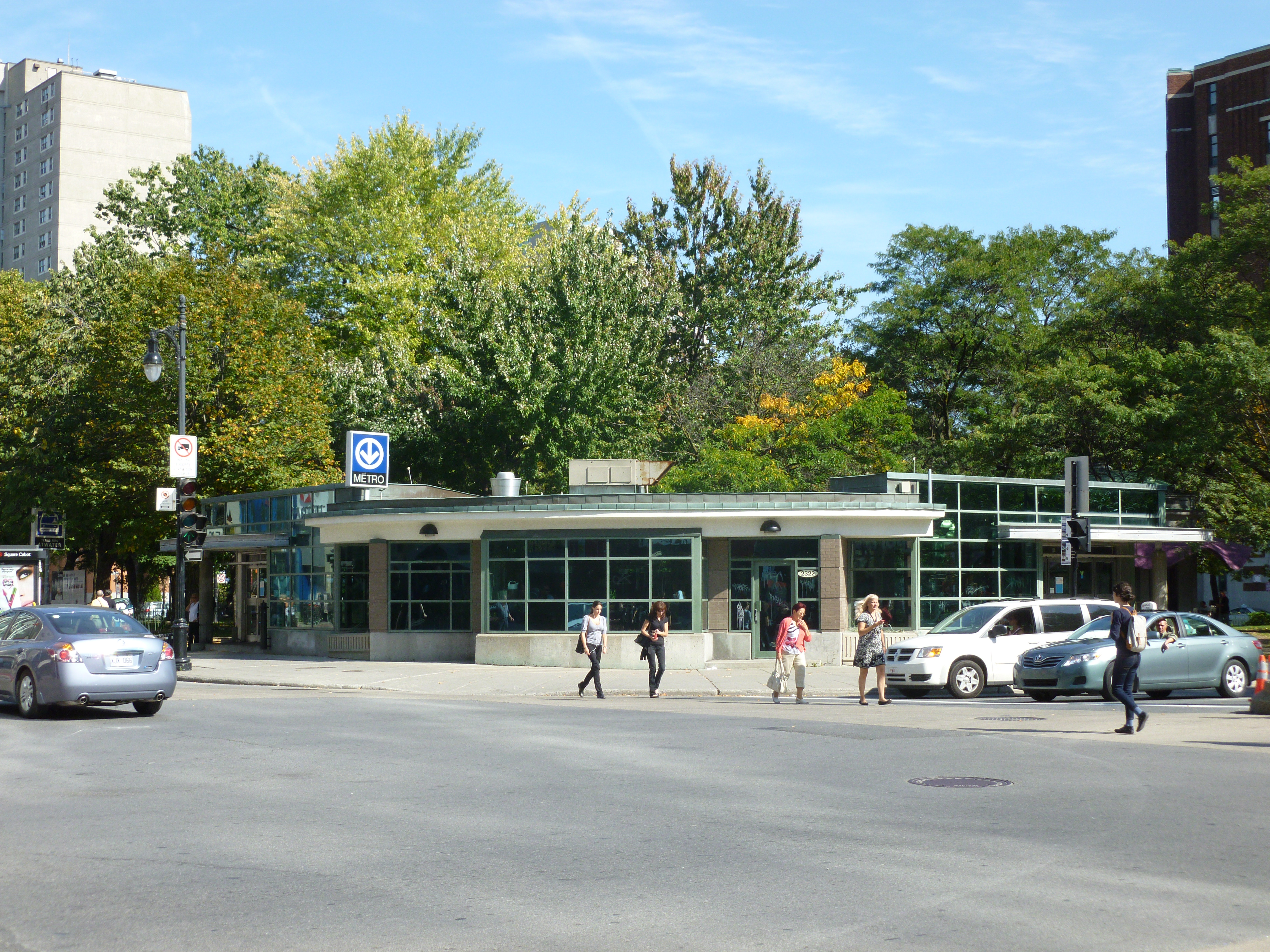
Pavillon am Cabot Square

Die vom Architekturbüro David, Boulva et Clève entworfene Station ist rein funktional gestaltet und entstand in offener Bauweise. Sämtliche Wände sind mit beigen Ziegeln in verschiedenen Schattierungen verkleidet. In 7,6 Metern Tiefe befindet sich die Bahnsteigebene mit zwei Seitenbahnsteigen. Die Entfernungen zu den benachbarten Stationen, jeweils von Stationsende zu Stationsanfang gemessen, betragen 1387,74 Meter bis Lionel-Groulx und 681,54 Meter bis Guy-Concordia. Von der Verteilerebene aus sind zwei Ausgänge erreichbar. Jener vor dem Dawson College entspricht in Form und Farbgebung dem Hauptgebäude dieser Schule. Der zweite befindet sich einen Block südöstlich am Cabot Square und ist ein Pavillonbau aus Glas und Stahl.
Es bestehen Anschlüsse zu neun Buslinien und zehn Nachtbuslinien der Société de transport de Montréal. Diese halten am Terminus Atwater, einem Busterminal rund um den Cabot Square. Die Station Atwater ist zwar Teil der Montrealer Untergrundstadt, ist aber nicht mit dem Hauptsegment verbunden. Unterirdisch zu Fuß können das Dawson College, das Einkaufszentrum Place Alexis Nihon und die vier Bürohochhäuser des Westmount Square erreicht werden. In unmittelbarer Nähe befindet sich das ehemalige Eishockeystadion Forum de Montréal.

## Geschichte
Die Eröffnung der Station erfolgte am 14. Oktober 1966, zusammen mit dem Teilstück bis Papineau. Atwater gehört zum Grundnetz der Montrealer Metro und war fast zwölf Jahre lang die westliche Endstation der grünen Linie. Das Teilstück Atwater–Angrignon ging am 3. September 1978 in Betrieb. Namensgeber der Station ist die Avenue Atwater, benannt nach dem Montrealer Stadtrat Edwin Atwater (1808–1874), der sich vor allem beim Aufbau der städtischen Wasserversorgung einen Namen machte.